# Chromocyphella
Chromocyphella — рід грибів родини Inocybaceae. Назва вперше опублікована 1888 року.

## Класифікація
До роду Chromocyphella відносять 6 видів:
- Chromocyphella bryophyticola
- Chromocyphella burtii
- Chromocyphella galeata
- Chromocyphella lamellata
- Chromocyphella muscicola
- Chromocyphella pinsapinea